# Вышневолоцкая водная система

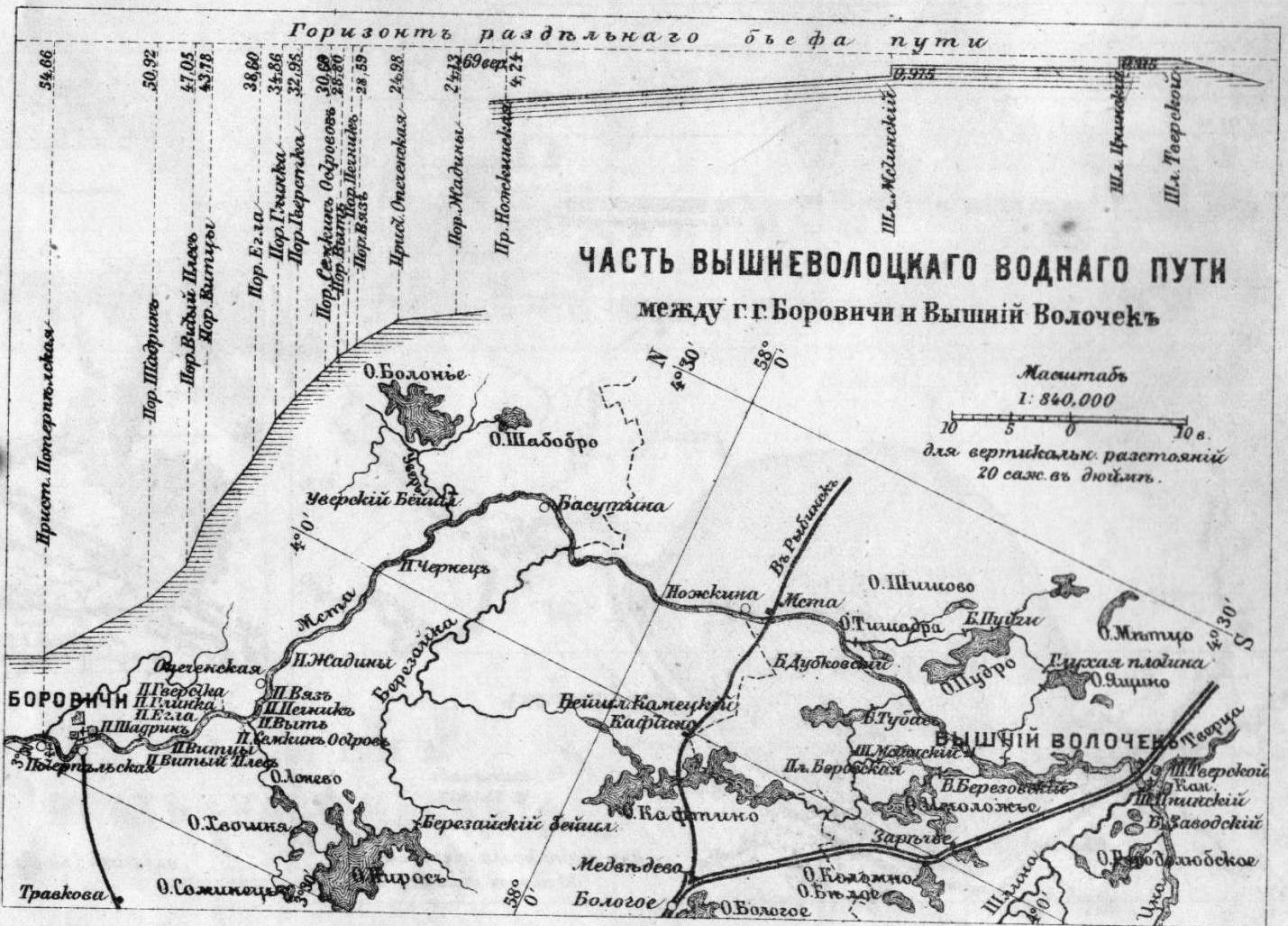
Часть Вышневолоцкой системы (1898)

Вышневоло́цкая во́дная систе́ма, Вышневолоцкая система — водный путь в России, с водоразделом в районе города Вышний Волочёк, старейшая искусственная водная система в России, связавшая центральную часть страны и Поволжье с  новой столицей государства — городом Санкт-Петербург и решившая вопрос продовольственного снабжения Санкт-Петербурга в XVIII—XIX веках.
Система связывает реку Волгу с Балтийским морем. В Вышневолоцкую водную систему входят: приток Волги река Тверца, водораздельный участок с каналами, шлюзами и водохранилищами в районе Вышнего Волочка и далее, на балтийском одностороннем «склоне» (скате) системы она состоит из реки Мста, Вишерского и Сиверсова канала, выкопанных от реки Мсты до реки Волхов.
Крупнейшая гидротехническая система Европы конца XVIII века. Целью строительства системы было развитие торговли, снабжение Санкт-Петербурга продовольствием и другими товарами, поставляемыми из центральной России. Транзитное движение по всей системе крупных судов (барок) началось с 1713 года и прекратилось с 1893 года.

## История

### Строительство и первый период казённого управления
История строительства водного пути началась 12 января 1703 года, когда Пётр I подписал указ о строительстве канала между реками Цной и Тверцой. Место для строительства канала было частью старого торгового пути — это был древний волок, соединяющий Тверцу и Цну, и давший название селению Вышний Волочёк. Руководство строительством было возложено на царского стольника воеводу князя М. П. Гагарина; техническое руководство осуществляли десять голландских мастеров во главе с Адрианом Гаутером. К работам было привлечено до 6 тыс. человек. Строительство канала длиной 2811 метров и шириной 15 метров с двумя шлюзами было закончено весной 1708 года. Ширина шлюзов была 8 метров . Существующий и сегодня канал получил имя Гагаринского (в честь руководителя строительства князя М. П. Гагарина), а затем Тверецкого.
Гидротехническая система, устроенная голландцами, была весьма простой: раздельный бьеф состоял из Тверецкого канала, запертого в сторону Тверцы шлюзом (на месте нынешнего водоспуска), и небольшого участка Цны, запертого в сторону Мсты вторым шлюзом (на месте нынешней Верхнецнинской плотины). Раздельный участок питала только Цна.
Уже летом 1709 года стало ясно, что канал построен неправильно: воды для свободного хода судов не хватало. Голландские инженеры неправильно рассчитали необходимый запас воды для питания раздельной части системы, шлюзы были заложены слишком низко и не обеспечивали требуемый подпор. Суда в основной массе не успевали пройти путь за год, а частично и разбивались на наиболее опасных порогах. Особую проблему представляло прохождение 40 Боровичских порогов на протяжении 31 километра на Мсте. Канал содержался неудовлетворительно, сооружения быстро обветшали, фарватер был закрыт заносами. В 1718 году река Цна обошла существующий шлюз, после чего система перестала регулироваться и стала несудоходной.

### Период частного управления
С инициативой довести водную систему до работоспособного состояния выступил новгородский купец монгольского происхождения Михаил Сердюков, ранее обративший на себя внимание царя ценными идеями по ремонту и улучшению водной системы.
26 июня 1719 года Пётр I издал указ об отдаче М. И. Сердюкову в содержание Вышневолоцкого судоходного пути. Самоучке Сердюкову принадлежало несколько очень удачных гидротехнических идей. Первая состояла в том, чтобы перегородить течение Шлины, впадавшей в Цну ниже шлюзов, и заставить её слиться с Цной на участке между шлюзами, что увеличило бы уровень воды в Тверецком канале, а также позволило бы направлять воды Шлины и в сторону Цны-Мсты, и в сторону Тверцы, в зависимости от открытия гидротехнических сооружений. Второй идеей было создание нового канала со шлюзом, обходящего извилистый, неудобный для судоходства участок Цны, а на месте существующего шлюза на Цне устроить бейшлот, обеспечивающий необходимый уровень воды в Тверецком канале. Третьей идеей было перекрыть реку Цна плотиной выше Тверецкого канала, что должно было образовать первое в России водохранилище. Самый же необычный замысел был в том, чтобы перевести страдавший от дефицита воды водный путь на периодический режим работы, попеременно накапливая воду в водохранилище и выпуская её; такая инженерная практика ранее в России не применялась. Сердюков оказался не только хорошим гидротехником, но и успешным организатором строительства. Все работы под его началом шли быстро, а обходились ему (по сравнению с казённым строительством) недорого. Реализация идей завершилась в 1722 году, и водная система пришла в судоходное состояние.
Вышневолоцкая система включала в себя Тверецкий канал с Тверецким шлюзом, Цнинский канал с Цнинским шлюзом, Цнинский бейшлот, позволяющий поддерживать необходимый уровень воды в Тверецком канале, и водохранилище, образованное Цной и Шлиной и питающее раздельный бьеф, подпертый Заводским бейшлотом. Изначально все сооружения были меньше, проще и ниже, чем нынешние, возведенные к концу 1820-х годов, а само первоначальное водохранилище поддерживало значительно более низкий горизонт воды и было очень небольшим (5-6 км²). Река Шлина втекала в него через озера Ключино и Городолюбское (в настоящее время озёра слились с водохранилищем). От естественного впадения в Цну Шлина была заперта бейшлотом (сейчас на его месте водохранилище).
Частное управление водным путём представляло собой своеобразную концессию с 50-летним сроком действия. Сердюков был обязан производить текущий ремонт и содержание канала за свой счёт; казна бесплатно предоставляла ему необходимый для строительства лес. Сердюков получил право на обложение проходящих судов особым сбором, мельницы на передаваемых ему водных путях, внеконкурсное получение откупов на содержание кабаков в зоне канала, право пользования прибрежной полосой. Первоначально Сердюков управлял только каналами и шлюзами в Вышнем Волочке, а управлением судоходством по Тверце и Мсте занималась казна. В 1741 году по просьбе Сердюкова на его содержание была передана также и река Тверца с бечевником, а сам договор с ним был объявлен вечным. Собираемая Сердюковым плата при этом была повышена от 5 до 10 копеек с сажени длины судна. В 1744 году Сердюкову были переданы от казны также и работы по чистке Боровицких порогов на Мсте, при этом казна гарантировала компенсацию его затрат. При выполнении этой работы Сердюков запер притоки Мсты плотинами, после чего обнажилось дно реки, что дало возможность вести работы по расчистке порогов весь сезон.
К концу 1740-х годов Вышневолоцкая система превращается в исправно работающий и экономически эффективный водный путь. Был установлен судовой габарит: барки не должны были превышать в длину 17 саженей (36 м), а в ширину — 4 (8 м), при 28 вершках осадки. Постепенно водное хозяйство развивалось: к концу 1760-х годов некоторые озёра, впадающие в Мсту, были подперты бейшлотами, в результате чего образовались Березайский, Кемецкий и Уверский резервуары. Деятельность М. Сердюкова была отмечена правительством. В 1743 году Сердюков с сыном были пожалованы дворянством, а в 1745 году им были даны чины коллежского советника и коллежского асессора. С 1757 года водной системой управлял сын Михаила Сердюкова Иван. В 1761 году Иван Сердюков утонул в Заводском водохранилище, и управление перешло к его сыну Михаилу. Михаил Сердюков-младший не отличался талантами своих родственников, и уровень управления водной системой заметно упал. От купцов начали поступать жалобы на нераспорядительное управление и вымогательство. Например, Сердюкова-младшего обвиняли в том, что он намеренно задерживает открытие Цнинского шлюза, чтобы бездельничающие в Волочке команды барок тратили больше денег в принадлежащих ему кабаках.
Правительство в 1764 году поручило разобраться с жалобами особой следственной комиссии. Комиссия признала жалобы справедливыми, и над Сердюковым-младшим было назначено внешнее управление от казны: судоходством управляли правительственные чиновники, а работы по содержанию канала велись за счет казны. От Сердюкова-младшего были отобраны доходы от кабаков и мельниц, с заменой их выплатой 500 рублей в год, но он сохранил за собой право на посаженный сбор с проходящих судов (при правительственном контроле за его расходованием). Обедневший Сердюков-младший просил о выкупе его привилегий, и в 1774 году Вышневолоцкая водная система была принята в казну с уплатой владельцу 176 тыс. рублей.
За период смешанного управления по инициативе и за счет казны были выполнены важные работы. В 1766-68 годах был построен Мстинский шлюз, после чего лежащая выше него часть Мсты обратилась в полноводный Мстинский резервуар (озеро Мстино), в течение 1760-х годов на месте соединённых с Мстою озёр были устроены Дубковский и Тубаский резервуары. Во второй половине 1760-х годов через Вышневолоцкую систему ежегодно проходило до 3 тыс. судов с грузом 160—240 тыс. т.

### Второй период казённого управления
В 1773 году новгородский губернатор граф Яков Сиверс был назначен на новую должность Директора водяных коммуникаций; в 1793 году эта должность была реорганизована в Департамент водяных коммуникаций. Под руководством этого энергичного государственного деятеля началось быстрое развитие системы водных путей России. В 1770-х годах были основательно расчищены Боровицкие пороги на Мсте, что позволило баркам проходить их без перевозки части товаров по суше; на Тверце был улучшен бечевник; часть старых деревянных бейшлотов была заменена на гранитные. Продолжалось включение озёр в работу водной системы — были устроены Осеченский, Березовский, Валдайский и Рудневский бейшлоты, прокопан Вельевский канал. Эти мероприятия увеличили допустимую осадку проводимых в межень судов с 44 до 53 см (с 10 до 12 вершков).
Где-то в это же время, Ярославский генерал-губернатор Мельгунов Алексей Петрович получает письмо от внука М. С. Сердюкова Храповицкого М. В., к которому было приложено три плана водной коммуникации от города Калязина до Ладоги. Первый план включал в себя, кроме самой коммуникации, её бейшлоты и шлюзы «находящиеся при водах и к оной коммуникации служащих» с пристанями и селениями вдоль них. Второй план — сам шлюз с воротами и третий — бейшлот с вешняками; оба с продольными и поперечными профилями. В письме также был упомянут Рудневский бейшлот с подробной сметой на материалы для его строительства. Неизвестно, был ли реализован этот проект.
Летом 1785 года Екатерина II совершила ознакомительное путешествие по водному пути. Императрица прибыла в Вышний Волочек, осмотрела каналы, наблюдала прохождение каравана через озеро Мстино и пороги, после чего на пристани Потерпелицы, находящейся после порогов в трёх верстах ниже Боровичей, села на особо приготовленную для неё барку, и сопровождаемая караваном судов с её свитой, за 10 дней доплыла до Санкт-Петербурга.
В 1780-х-1790-х годах продолжалась перестройка деревянных гидротехнических сооружений в каменные. В граните были выполнены: в 1786 году Цнинский бейшлот, Тверецкий шлюз, Дубковский бейшлот, в 1792 году Цнинский и Мстинский шлюзы, в 1794 году — Уверский бейшлот, в 1796 году — Березайский бейшлот.
В 1798—1803 годах был выкопан обходящий озеро Ильмень Сиверсов канал. После этого активные работы по реконструкции системы были, в целом, окончены. В это время через канал ежегодно проходило около 4600 судов, грузоподъёмность барок, ходивших по системе, увеличилась в сравнении с концом XVIII века с 33 до 82 тонн, стоимость перевозки грузов от Рыбинска до Санкт-Петербурга уменьшилась вдвое.
14 февраля 1809 года император Александр I подписал указ «О правилах для судоходства по Мариинскому каналу и Вышневолоцкому пути». В 1810-х годах были построены Келецкий и Валдайский бейшлоты, шандорный полушлюз на Цнинском канале, берега Цнинского канала получили гранитную обделку.
К 1820-м годам условия функционирования системы ухудшаются — уровень воды в водохранилищах снижается, воды не хватает для прохождения последнего каравана, все больше и больше судов остаются в Вышнем Волочке на зимовку. Для восстановления нормального судоходства в конце 1820-х годов была проведена весьма значимая реконструкция Заводского водохранилища. Были подняты все дамбы и бейшлоты ограждающие водохранилище, после чего площадь поднявшегося водохранилища дошла до 60 км², а объём воды в нём — до 0,16 км³. Также были подняты плотины Уверского, Березайского и Дубковского резервуаров. Реконструкция оказалась удачной, и условия судоходства по системе сразу же существенно улучшились — в критических местах удалось поднять глубину Тверцы и Мсты на 12-15 см, увеличилось время, в течение которого шлюзы можно было держать открытыми, подпитывая реки. Если до реконструкции воды хватало на поддержание Тверцы в судоходном состоянии в течение 40-60 дней, то теперь это время увеличилось до 100—130 дней. Зимовки судов, не успевших пройти систему, практически прекратились. К концу 1820-х водный путь достиг исторического максимума как по количеству пропускаемых за сезон судов, так и по их грузоподъёмности.
В 1826—1836 годах был построен Вишерский канал, призванный заменить неудачный Сиверсов канал. Это строительство было последним этапом активного развития Вышневолоцкой системы. С середины 1840-х годов внимание правительства переключается на более экономически эффективную Мариинскую водную систему, а затем — на строительство железных дорог. Все работы, производимые на системе с этого момента, ограничиваются поддержанием её в работоспособном состоянии и небольших перестройках обветшавших гидротехнических сооружений. За первое десятилетие после открытия в 1851 году Санкт-Петербурго-Московской железной дороги, которая отчасти дублировала маршрут Вышневолоцкой системы, объём перевозки грузов на последней сократился втрое — до 1200 проведённых судов в год. В 1870 году открылась Рыбинско-Бологовская железная дорога — ещё один соперник Вышневолоцкой водной системе. В результате объём судоходства сократился ещё больше и к концу 1880-х перевозки грузов по системе прекратились. В конце 1890-х шлюзы системы, более уже ненужные за отсутствием транзитного движения, перестраиваются в водоспуски с лотками для пропуска леса.

### Советский период
В 1943—1947 годах была осуществлена очередная реконструкция Вышневолоцкой водной системы, в ходе которой был построен пятикилометровый Ново-Тверецкий канал между Вышневолоцким водохранилищем и Тверцой, подняты дамбы водохранилища, после чего его площадь увеличилась от 60 до 109 км². На Ново-Тверецком канале, при соединении его с Тверцой, была построена малая Ново-Тверецкая ГЭС (2400 кВт) (57°32′55″ с. ш. 34°35′04″ в. д.), а на Цне, ниже старого Заводского бейшлота (ушедшего под воду) — Новоцнинская плотина и крошечная Ново-Цнинская ГЭС (220 кВт) (57°34′16″ с. ш. 34°31′08″ в. д.). Данные изменения не были связаны с судоходством и были направлены на обводнение верховьев Волги, где к тому времени была построена Рыбинская ГЭС. Если ранее большая часть вод Цны и Шлины направлялась в Мсту, то теперь воды были развёрнуты в Тверцу через новый канал. Это, разумеется, привело к тому, что Тверца стала более широкой и полноводной рекой, чем была исторически, и к обратному эффекту для Мсты.
Сооружения Вышневолоцкого гидроузла в настоящий момент обслуживаются ФГБУ «Канал им. Москвы».

## Описание водной системы

### Судовой ход
Вышневолоцкая водная система соединяла бассейны Волги и Балтийского моря. Система простиралась от впадения Тверцы в Волгу до Новой Ладоги и имела общую протяжённость 812 верст (866 км). Волжская часть системы (176 верст) проходила по реке Тверце, от её впадения в Волгу в Твери (56°51′49″ с. ш. 35°55′10″ в. д.); через город Торжок; до начала Тверецкого канала в Вышнем Волочке. При входе в Тверецкий канал был устроен Тверецкий шлюз(57°34′35″ с. ш. 34°36′16″ в. д.). Далее путь шёл по короткому (2.7 версты) Тверецкому каналу в Цну (57°34′43″ с. ш. 34°33′26″ в. д.); впадение канала в Цну является высшей точкой водной системы и водоразделом между её Балтийской и Волжской частями. Затем путь проходил полверсты по Цне и переходил в параллельный Цне Цнинский канал (57°34′59″ с. ш. 34°33′20″ в. д.); канал (1.1 версты) через Цнинский шлюз (57°34′28″ с. ш. 34°32′22″ в. д.) снова соединялся с Цной. Затем путь пролегал по реке Цне (6.5 верст) до её впадение в озеро Мстино (57°37′50″ с. ш. 34°31′06″ в. д.), по озеру (12 верст) до истока реки Мсты. Недалеко от истока Мсты был устроен Мстинский шлюз (57°44′22″ с. ш. 34°29′06″ в. д.). Путь по Мсте занимал 402 версты, проходил от села Опеченский Посад до города Боровичи через Боровицкие пороги и затем переходил (58°28′15″ с. ш. 31°27′00″ в. д.) в нерегулируемый Сиверсов канал (9 верст), соединяющий Мсту и Волхов в обход озера Ильмень и болотистой дельты Мсты. Канал сообщался с Волховом (58°29′33″ с. ш. 31°17′45″ в. д.) чуть выше Новгорода. Далее путь шёл по Волхову (202 версты) до Новой Ладоги, где, чуть выше впадения Волхова в Ладожское озеро, соединялся (60°06′06″ с. ш. 32°19′17″ в. д.) с Ладожским каналом, параллельным берегу озера. В начале XIX века старый канал пришёл в полную негодность и параллельно ему, ближе к берегу озера, выкопали новый канал, получивший имя царя Александра II Освободителя.

### Судоходные каналы
Первым по времени постройки, ещё под руководством голландских мастеров в 1703—1709 годах, был сооружен Тверецкий канал (57°34′40″ с. ш. 34°34′34″ в. д.), длиной 2,6 км, соединивший Ладожский и Волжский бассейны. Гранитная обделка левого берега канала выполнена в 1825—1826 годах, правого в 1841 году.
Вторым, в 1719—1723 годах, под руководством М. И. Сердюкова, был построен 1400-метровый Цнинский канал (57°35′17″ с. ш. 34°33′26″ в. д.). Прямой канал предназначался для того, чтобы обойти извилистый участок Цны, неудобный для судоходства. В 1810-х годах берега канала получили гранитную обделку. В начале 1840-х годов у истока Цнинского канала, рядом с Торговыми рядами, был выкопан Обводный канал (57°34′59″ с. ш. 34°32′46″ в. д.), предназначенный для погрузки в нём судов. На островке, образуемом каналом, позже был выстроен Богоявленский собор.
Низкобортные и плоскодонные барки плохо переносили волнение и ветер, так что плавание по озеру Ильмень было для них опасным. Для направления судов в обход Ильменя было построено два полностью сохранившихся канала. В 1798—1803 годах был сооружен Сиверсов канал (58°28′55″ с. ш. 31°22′25″ в. д.), идущий близко к берегу Ильменя и соединяющий Мсту и Волхов. В 1826—1836 годах был построен Вишерский канал (58°32′17″ с. ш. 31°32′35″ в. д.), находящийся далее от Ильменя и соединяющий Мсту с Вишерой, откуда можно попасть в Волхов, минуя Новгород. Вишерским каналом пользовался только весенний караван. Оба канала были нерегулируемыми и имели течение в сторону Волхова. Сиверсов канал, прокопанный по болотам, был очень мелок (глубиной около 70 см), и его постоянно заносило.

### Водохранилища и резервуары
Для питания системы был предназначено основное водохранилище, находящееся на водоразделе и могущее питать обе стороны системы (Балтийскую и Волжскую), а также вспомогательные водохранилища (резервуары), питающие по отдельности Тверцу и Мсту.
Основное водохранилище — Заводской резервуар (сейчас называется Вышневолоцким водохранилищем), образован слиянием рек Цны и Шлины, подпруженных Цнинском бейшлотом и несколькими дамбами. Водохранилище могло питать как Мсту (через Цнинский шлюз), так и Тверцу (через Тверецкий шлюз). Водохранилище создавалось в несколько строительных этапов, постепенно увеличивая площадь и объём, начиная с 1719 и по 1951 годы. Водохранилище в настоящий момент выглядит не совсем так, как в годы действия водного пути — после реконструкции конца 1940-х годов оно стало приблизительно на 40 км² больше, чем оно было с конца 1820-х годов. Конфигурация западного, Вышневолоцкого берега осталась близкой к исходному состоянию, но в восточную и южную сторону берега сильно раздвинулись; острова на водохранилище значительной частью ушли под воду; озеро Ключино, ранее обособленное и соединявшееся с основным водохранилищем двумя протоками, теперь практически слилось с ним; Цна, ранее впадавшее в водохранилище у деревни Перерва, теперь разлилась на 4-5 км выше по течению. Старые русла Цны и Шлины, ранее хорошо читавшиеся на мелком водохранилище и отмечавшиеся на старых картах, теперь уже незаметы. Дамба, отделяющая нижнее течение Цны от водохранилища, была поднята; старый гранитный Заводской бейшлот (57°33′47″ с. ш. 34°30′35″ в. д.) ушёл под воду, а ниже его появилась маленькая Ново-Цнинская ГЭС. От конфигурации же первого водохранилища, сооруженного Сердюковым в начале 1720-х годов, на местности не осталось никакого следа; берега этого небольшого (5-6 км²) резервуара полностью оказались под водой в ходе реконструкции 1820-х годов.
Заводской резервуар подпитывался, через Цну и Шлину и помимо них, рядом зарегулированных озёр. Озеро Федово (теперь Шитово) (57°26′44″ с. ш. 34°31′00″ в. д.), ранее подпертое исчезнувшим Рвеницким бейшлотом, обмелело и заболотилось; сохранился ведущий к озеру Рвеницкий канал (теперь речка Рвянка)(57°29′14″ с. ш. 34°28′44″ в. д.), выкопанный в 1770-х годах. Шлинский резервуар (озеро Шлино) продолжает регулироваться перестроенным водоспуском (54°40′31″ с. ш. 33°25′49″ в. д.). Озеро Вельё, лежащее выше Шлино, соединено с ним через речку Либью искусственным Вельевским каналом, частично сохранившим старое деревянное укрепление берегов; уровень озера поддерживается Вельевский плотиной (57°40′37″ с. ш. 33°07′41″ в. д.), перестроенной из старого деревянного бейшлота в 1990-х годах. Строительные работы, проводимые ФГУП «Канал им. Москвы» были остановлены судом по иску местных экологов, причем застройщику было запрещено поднимать уровень плотины (и озера) до отметки, существовавшей до разрушения исторической деревянной плотины.
Мстинский резервуар (озеро Мстино) — единственное водохранилище на судовом ходу, представляет собой естественное озеро, сильно увеличенное за счет подпора Мстинским шлюзом. Резервуар создан в конце 1760-х годов и в дальнейшем не изменялся. Современный бетонный водоспуск (57°44′22″ с. ш. 34°29′06″ в. д.), подпирающий озеро, находится рядом с заброшенным старым шлюзом. В конце 1840-х годов озеро было разделено на две части ныне исчезнувшим шлюзом (57°39′32″ с. ш. 34°29′23″ в. д.). Эта мера позволила свободно и в любое время выпускать в верхнюю часть озера суда, накапливавшиеся в Цнинском канале.
Два резервуара представляли собой небольшие речки, подпертые плотинами. Осугский резервуар, создаваемый бейшлотом при впадении Осуги в Тверцу (57°16′20″ с. ш. 34°48′33″ в. д.), и достигавший площади в 6 км², исчез; на местности слабо прослеживаются оплывшие формы старой плотины. Этот резервуар был единственным, сообщающимся с Тверцой. От крупного Уверского резервуара после разрушения Уверского бейшлота (58°13′40″ с. ш. 34°30′11″ в. д.) осталось небольшое заболоченное озеро Болонье (57°16′20″ с. ш. 34°48′33″ в. д.).
Все остальные вспомогательные резервуары водной системы представляли собой естественные озера бассейна Мсты, подпруженные бейшлотами. Два удаленных резервуара, питавшие Мсту через речку Березайка, сохранились в полной мере. Березайский резервуар, благодаря сохранению бейшлота (58°06′59″ с. ш. 33°59′59″ в. д.), продолжает существовать и в настоящий момент называется озером Пирос. Кемецкий резервуар, также сохранивший бейшлот (58°01′21″ с. ш. 34°16′37″ в. д.), в настоящий момент называется озером Кафтино. Дубковский резервуар после разрушения бейшлота превратился в маленькое озеро Тишадра (57°50′12″ с. ш. 34°33′02″ в. д.); его площадь уменьшилась от 6 до 1.8 км². Пудорский резервуар сейчас называется озером Пудоро, его уровень несколько ниже исторического, так как перестроенный бейшлот на речке Пуйге (57°47′21″ с. ш. 34°35′09″ в. д.) частично разрушен. Табоский резервуар теперь называется озером Тобосс, и сохранился в полном размере. Березовский резервуар (сейчас называющийся озеро Имоложье) также сохранил действующий бейшлот (57°45′10″ с. ш. 34°22′34″ в. д.) и находится в первоначальном положении. Рудневский резервуар (называвшийся в последние годы Карповым прудом) в 2000-е годы слит, его плотина с перестроенным бейшлотом (57°40′57″ с. ш. 34°31′10″ в. д.) сохранилась; также сохранился и выкопанный в 1780-е Рудневский канал (57°41′15″ с. ш. 34°34′11″ в. д.), соединяющий резервуар с вышерасположенным озером Ящино.

### Гидротехнические сооружения
Регулирование на судоходной части системы производилось шлюзами. Шлюзы использовались не только для прохода судов, но и для одновременного питания нижерасположенных частей системы, поэтому у них не было закрытых камер и двойных ворот, а собственно операция шлюзования не производилась. Шлюз состоял из открытой камеры с деревянными или каменными стенками (предохранявшими берега от размывания при спуске воды) и наклонным дном, и одних деревянных ворот, открываемых против течения. При открытии шлюза вода быстрым потоком устремлялась в нижний водоем по наклонному дну, как только уровень воды в верхнем и нижнем водоемах выравнивался достаточно для безопасного плавания (а скорость течения в шлюзе, соответственно, уменьшалась) караван начинал проходить через открытый шлюз. Для прохождения такого шлюза барки должны были обладать большой продольной гибкостью, но это не имело большого значение, так как Боровичские пороги на Мсте предъявляли ещё большие требования к гибкости судов. На реке Тверце, при селении Прутня, был устроен деревянный однокамерный шлюз, позволяющий обходить порог. В настоящий момент ни один шлюз на системе не сохранился полностью. Тверецкий (57°34′35″ с. ш. 34°36′16″ в. д.) и Цнинский (57°35′27″ с. ш. 34°32′24″ в. д.) шлюзы перестроены в бетонные водоспуски, а Мстинский шлюз (57°44′22″ с. ш. 34°29′11″ в. д.)(перестроен в граните в начале 1800-х годов) сохранился частично и виден на обмелевшем дне реки рядом с современным водоспуском. Деревянный Прутненский шлюз исчез, а ведший к нему канал (57°06′28″ с. ш. 34°57′37″ в. д.) в настоящий момент выглядит как проток между правым берегом Тверцы и небольшим островком. От старого Тверецкого шлюза сохранились два декоративных каменных обелиска конца XVIII века, поставленные в память М. И. Сердюкова, по указанию императрицы Екатерины Великой.
Для регулирования несудоходных частей системы применялись шандорные бейшлоты — грунтовые плотины с водоспусками, отверстие которых перекрывалось съёмными деревянными щитами, вставляемыми в вертикальные направляющие. Так как отверстие бейшлота перекрывалось несколькими по высоте щитами, было возможно снимать и устанавливать их по очереди, производя ступенчатое регулирование уровня воды в верхнем водоеме. Бейшлоты не были механизированы, и для их отпирания (то есть поднятия щитов) приходилось собирать до 100—200 человек местных крестьян. Бейшлоты были устроены на всех резервуарах системы. Особую роль играл хорошо сохранившийся гранитный Цнинский бейшлот в Вышнем Волочке (57°34′51″ с. ш. 34°32′49″ в. д.), использовавшийся для спуска высоких весенних вод Заводского водохранилища в Мсту в обход Цнинского канала. Бейшлоты, регулировавшие запас воды в многочисленных вспомогательных резервуарах системы, в настоящий момент преимущественно либо перестроены в бетонные водоспуски, либо утрачены, их размытые плотины в некоторых случаях слабо читаются на местности. Достаточно хорошо сохранились устои Уверского бейшлота (последняя перестройка 1890-х годов) (58°13′40″ с. ш. 34°30′11″ в. д.). У Березайского бейшлота (58°06′59″ с. ш. 33°59′59″ в. д.) сохранились старые гранитные устои, а сам он реконструирован в середине XX века и действует. В таком же состоянии находится Кемецкий бейшлот (последняя перестройка 1840-х годов) (58°01′21″ с. ш. 34°16′37″ в. д.) и Березовский бейшлот (1777 год, перестроен в 1840-х годах) (57°45′10″ с. ш. 34°22′34″ в. д.).
На Цнинском канале имелся также шандорный полушлюз. Это сооружение представляло собой шандорный бейшлот, верхний щит которого был установлен ниже нормального горизонта воды в канале. В обычном состоянии суда проходили над шандором (затворным щитом) полушлюза; при открытии Цнинского шлюза бейшлот начинал ограничивать поток воды, проходящий через шлюз. Это сооружение утрачено, на его месте (57°35′10″ с. ш. 34°33′02″ в. д.) сохранилось сужение канала. Близкий по конструкции полушлюз сохранился на Вишерском канале (58°59′24″ с. ш. 31°37′30″ в. д.). Этот полушлюз использовался только весной, и защищал канал от разлива Мсты, при начале судоходства его шандоры снимали.
По реке Тверце был устроен бечевник — идущая вдоль берега дорога для лошадей, тянущих барки. Бечевик проходил по левому берегу реки. При впадении ручьев в Тверцу на бечевнике были устроены каменные и деревянные трубы либо небольшие мостики (преимущественно валунные), крутые откосы были спланированы с устройством небольших булыжных мостовых, на топких местах устроены небольшие дамбы или фашинные мостовые. В настоящий момент сохранилось достаточно много мостиков и водопропускных труб, под государственной охраной в Торжокском районе находится 16 сооружений бечевника, построенных в 1820-х годах. Примером сооружения в отличной сохранности является валунный мостик (56°57′04″ с. ш. 35°10′14″ в. д.) в деревне Савинские Горки. От пристани в селе Опеченский Посад на Мсте сохранилась гранитная набережная из крупных валунов (58°16′23″ с. ш. 34°06′52″ в. д.).
На мелких участках Тверцы и Мсты, для увеличения глубины применялись водостеснительные фашинные плотины, а для обеспечения безопасности судов, выходящих из порогов, использовались упругие заплыви (боны) из бревен. Разумеется, от этих сооружений не осталось следа.

### Функционирование системы
Особенность действия водной системы состояла в том, что и Тверца, и Мста очень неполноводны и, без искусственного питания, непригодны для судоходства. В межень Мста в наихудших местах имела глубину не более 35 см, Тверца — 50 см. Даже при том, что осадка судов в весенний период была не более 66 см, а в летний и осенний — не более 53 см, воды на водоразделе не хватало для одновременного питания двух рек (водохранилища могли накопить около 60 % от потребного количества воды). Поэтому система работала в периодическом режиме, используя караванную систему проводки судов. За год проходило три каравана — весенний, летний и осенний, проводимые по одинаковой схеме. Сначала за счёт выпуска воды из водораздельных водохранилищ, из которых главнейшим было Заводское в Верхнем Волочке, поднимался уровень воды в реке Тверце, благодаря чему караван судов поднимался до Вышнего Волочка. После прохода караваном водораздельного участка на реку Мсту, начинался сброс воды из Мстинского водохранилища и вспомогательных резервуаров, повышая уровень воды в Мсте. После прохождения караваном Мсты (а в худшем случае — после исчерпания воды в резервуарах), шлюзы и бейшлоты закрывались и начиналось накопление воды в резервуарах для прохождения следующего каравана. Зимой и ранней весной шлюзы держали открытыми, чтобы весенние воды не переполнили водохранилища. В идеале, весенний караван, отправляемый из Вышнего Волочка мог дойти до Волхова при естественном течении вод, без помощи водохранилищ. Но караваны, отправляемые с Волги и с Тверцы, уже не успевали это сделать.
Движение по системе было односторонним, от Волги к Петербургу, так как Боровицкие пороги на Мсте были непроходимы при плавании вверх по течению.
Особенностью системы был режим неполного регулирования. Уровень воды в Тверце и Мсте определялся расходом воды из нерегулируемых притоков этих рек, а выпуск воды из водохранилищ только увеличивал его. Единственным полностью регулируемым участком, высота воды в котором определялась исключительно установкой Цнинского бейшлота, был раздельный участок между Тверецким и Цнинским шлюзами. Управление системой, включающей в себя множество основных и вспомогательных резервуаров, было сложным, а результаты — далеко не всегда успешными. При выпуске воды из вспомогательных резервуаров надо было учитывать, насколько они удалены от реки; при прохождении каравана резервуары отпирали в сложном порядке. Воду нельзя было выпускать со слишком большим расходом, так как её могло не хватить для следующего каравана; надо было стараться держать её уровень на минимуме, обеспечивающем свободное прохождение судов. В результате, прохождение караванов не всегда оканчивалось успехом. Иногда водохранилища закрывали слишком рано, и суда застревали на мелях в реке. Но чаще всего не хватало воды для спуска по Мсте последнего, осеннего, каравана, и он оставался зимовать у пристаней Вышнего Волочка. В начале XIX века через систему не успевало пройти в срок в среднем 25-30 % судов.
Дефицит воды оказался труднопреодолимой проблемой. В действии системы наблюдались заметные циклы. После каждой реконструкции запас воды в водохранилищах увеличивался, проходимость водного пути улучшалась, но через 10-20 лет снова начинали раздаваться жалобы на недостаточность запаса воды для поддержания необходимой глубины рек. Наиболее очевидной причиной этого явления было постепенное исчезновение лесов в бассейне системы, а также, в значительно меньшей степени, мелиорация болот в истоках рек. По мере исчезновения лесов и болот, задерживавших весенние воды, через реки проходило все больше воды в весеннее половодье и все меньше — в межень. Развитие водохранилищ не могло исчерпывающе решить эту проблему, так как и Тверца, и Мста питались в основном нерегулируемыми притоками, расход воды которых падал постоянно в течение 18-19 столетий. В конечном счете, именно дефицит воды послужил причиной высоких издержек при прохождении системы судами, сделал её неконкурентоспособной в сравнении с железной дорогой и привел её к закрытию.

## Суда и судоходство

### Суда

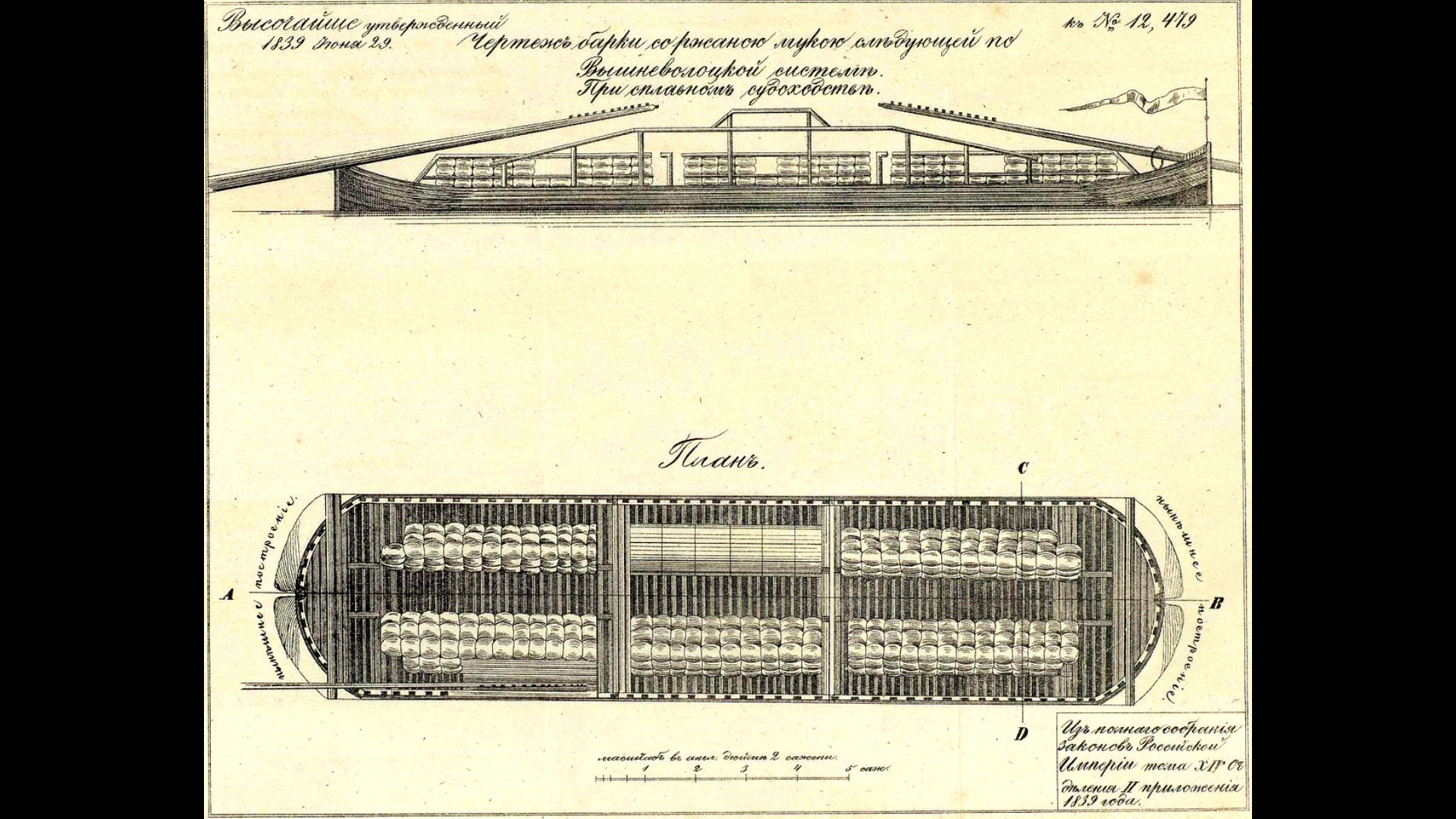
Типичная 38-метровая барка с осадкой 0,63 метра (14 вершков), груженная мешками с мукой, проходившая через Боровицкие пороги. Хорошо видны спереди и сзади барки деревянные стержни, т. н. «потеси» при помощи которых команда рулевых, до 60 человек на одну барку, исполняла указания лоцмана и управляла баркой в порогах.

Размеры судов, используемых на водном пути, были строго регламентированы Уставом путей сообщения. Такая регламентация была необходима, так как шлюзы имели стандартную ширину (под судно шириной 8,6 м), а уровень воды поддерживали до достижения стандартной глубины в мелких местах (под осадку 67 см весной и 53 см летом и осенью). Все суда были деревянными, плоскодонными, имели короткую носовую часть, прямые и низкие борта.
Самым большим судном была барка, имевшая длину 36,3 м и ширину 8,6 м. Весной на барку можно было нагрузить 115—123 тонны, летом и осенью — 100—107 тонн. Следующим по размеру судном были полубарки и огибежные лодки длиной 25,6 м, шириной 8,6 м и грузоподъёмностью 78-107 тонн. Самыми маленькими судами были тихвинки и соминки длиной 19-25 м, шириной 5,5-6,5 м, грузоподъёмностью до 50 тонн. Лес по водному пути сплавляли в плотах.
Все суда были одноразовыми. В Петербурге они зимой служили складами, откуда распродавался привезенный товар, а затем и сами суда продавались на дрова и доски. В конце XVIII века правительство пыталось, в видах сбережения лесов, назначить премию купцам, возвращающим свои суда на Волгу, однако этот план не имел успеха.

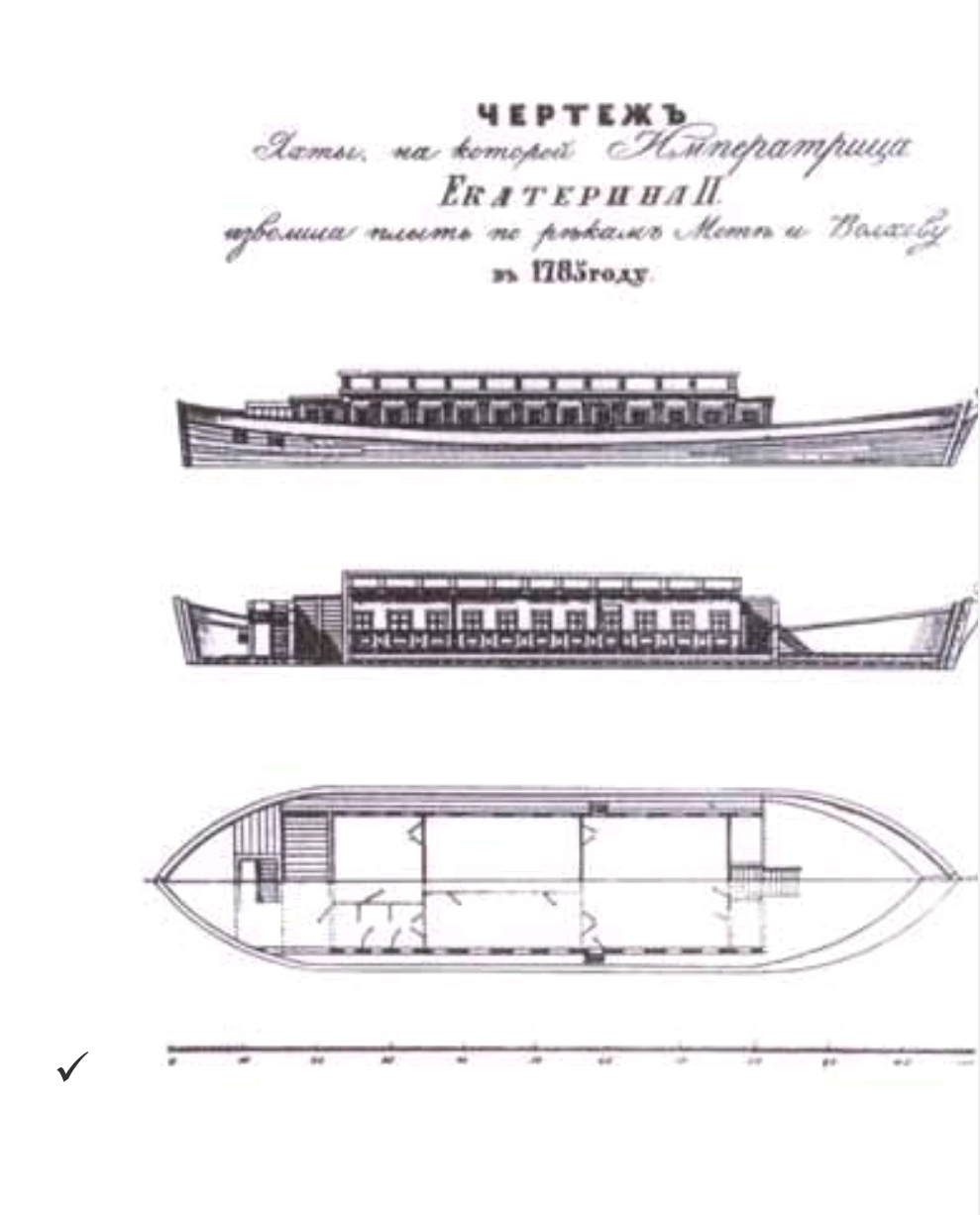
Чертеж яхты Екатерины Великой, построенной в Боровичах, на которой она осуществила водное путешествие в 1785 от Боровичей до Санкт-Петербурга. Сама яхта была подарена позже императрицей новгородскому дворянству и до начала XX века хранилась в специально построенном здании между Кремлём и Волховом на Екатерининской горке.

### Прохождение водной системы
Вверх по Тверце суда поднимались конной тягой. Каждую барку тянуло 10 лошадей, средняя скорость составляла около 2 км в час. На 8 сложных порогах на помощь приходилось привлекать ещё по 10-25 лошадей, которых одалживали у нижних по течению барок. В Вышнем Волочке лошади и коноводы отправлялись обратно, за следующим караваном, а на суда нанимали новую команду и лоцманов, необходимых для прохождения сложных порогов на Мсте и Волхове. Суда очень быстро, за два-три дня, переоснащали: с них снимали мачты и рули, устанавливали весла и потеси (очень большие рулевые весла), управляемые со специальных помостов. Места на раздельном участке в Вышнем Волочке была мало, а запертая вода быстро портилась, поэтому переоснащенные суда немедленно выпускали на обширное озеро Мстино, где они и ожидали отправления сплавного каравана вниз по Мсте. В самом Вышнем Волочке на барку нанимали около 10 рабочих, но чем сложнее становились пороги, тем более нанимали людей на следующих пристанях. К самой опасной серии порогов выше Боровичей на барках было уже по 60-70 человек. Даже такой большой команды часто не хватало, и у больших порогов барки ожидало множество местных жителей, готовых за плату вычерпывать из барок набранную на порогах воду, паузить (перегружать товар на маленькие лодки паузки) севшие на мель барки, помогать с конопаткой или ремонтом повреждений, полученных на порогах.
Движение судов было достаточно медленным. Суда проходили по Тверце до Вышнего Волочка за 25-30 дней, около 3 дней находились в Вышнем Волочке, затем проходили Мсту за 14 дней и Волхов за 6 дней. Итого, общее время прохождения Вышневолоцкой системы составляло около 50 дней, а путь от Твери до Санкт-Петербурга в целом занимал от 57 до 71 дней.

### Караваны
В период максимального развития водного пути (1820-е — 1850-е годы) по системе проходили три каравана: весенний, осенний и летний. Весенний караван состоял из четырёх отдельных караванов. Солпенский караван грузился уже ниже шлюзов, на Солпенской пристани на Мсте, и отправлялся с весенней высокой водой. Новоторжский, Гжатский, Верхневолжский и Тверской караваны отправлялись по отдельности, чтобы не перегружать Тверцу, затем собирались вместе в Вышнем Волочке и вместе же сплавлялись по Мсте. В полноводные годы Новоторжский караван также мог пройти по весенней воде, без помощи запасных вод водохранилища. Весенний караван был самым большим, суда этого каравана зимовали на соответствующих четырёх пристанях и без спешки нагружались товарами, подвозимыми санным путём. Летний и осенний караваны обслуживали грузы со средней и нижней Волги и её притоков. Эти грузы крупными волжскими судами доставлялись до Рыбинска, там перегружались на плоскодонные барки Вышневолоцкой системы, которые по мере нагрузки уходили в Тверь и там собирались в караван. Суда осеннего каравана, на который попадали грузы, следующие из наиболее отдаленной зоны (Каспийское море и т. п.), имели определённый шанс зазимовать где-либо на Вышневолоцкой системе, если год окажется неполноводным.

## Транспортное использование
К концу периода частного управления системой (начало 1770-х годов) через неё ежегодно проходило 2400-3000 судов, перевозивших 160—240 тыс. тонн груза. В 1770-х-1790-х водная система развивалась, а условия судоходства, благодаря увеличению обводнённости, улучшались. В 1800-х годах через систему проходило ежегодно уже до 4600 судов.
Система использовалась для массового транзитного судоходства до конца XIX века. В 1870 году через водную систему прошло 805 судов, в 1872 — только 406, потом дошло до двух сотен (в начале XIX века ежегодно проходило свыше 4000 судов). К началу 1890-х годов движение по системе к Петербургу прекратилось. После прекращения транзитного движения Вышневолоцкая водная система продолжала использоваться для лесосплава от бассейна Мсты, Ильменя и Волхова к Санкт-Петербургу, а также для очень небольших по объёму местных перевозок по Волхову.
Пропускная способность Вышневолоцкой системы была ограниченной и не соответствовала потребностям растущей экономики. С конца 1790-х годов было начато одновременное строительство двух альтернативных путей — Мариинской водной системы (действовала с 1808 года) и Тихвинской водной системы (действовала с 1811 года). Тихвинская водная система оказалась неудачной, и постепенно, одновременно с Вышневолоцкой впала в упадок. Мариинская водная система была более жизнеспособной. Этот водный путь, хотя и более длинный, имел большую глубину, на нём можно было использовать пароходы, движение было двусторонним.
Значительно более сильным конкурентом оказались железные дороги. Николаевская железная дорога, соединившая Санкт-Петербург и Москву, была открыта в 1851 году. Но, поскольку дорога не была связана с Поволжьем, Вышневолоцкая система продолжала интенсивно использоваться для перевозки волжских грузов. Главный удар Вышневолоцкой водной системе нанесла открывшаяся в 1870 году Рыбинско-Бологовская железная дорога, соединившая Петербург с Рыбинском — основной пристанью, используемой для выгрузки грузов, следующих снизу по Волге. Экономическая нецелесообразность использования водной системы проявилась немедленно — стоимость фрахта от Рыбинска до Петербурга через Вышний Волочек составляла 14-22 копейки за пуд, в то время как железная дорога уже в момент своего открытия перевозила хлебные грузы за 10 копеек за пуд. Кроме того, грузы водой шли около 90 дней, с большим риском зазимовать в Вышнем Волочке, в то время как железная дорога была способна перевезти их за неделю. В период активного использования водного пути рожь при доставке из волжского в северный район дорожала на 100—120 %, после перехода на железнодорожные перевозки подорожание уменьшилось до 45-50 %. Уже через 3-4 года после открытия Рыбинско-Бологовской железной дороги Вышневолоцкая система практически полностью прекратила своё существование как транзитный путь между бассейнами.
В середине XIX века через Вышневолоцкий водный путь в среднем проходило товаров на 26 млн рублей в год, из которых с Волги поступало 18 млн, с пристаней в пределах самой системы — 5 млн, из бассейна озера Ильмень — 3 млн; товары ещё на 5 млн рублей разгружались в пределах водной системы, не доходя до Петербурга. Основным товаром были хлебные грузы, каковых проходило за год около 240 тыс. тонн.
В советский период транспортное использование водного пути было крайне незначительным. Транзитное движение по системе было уже невозможным, так как шлюзы ещё в начале XX века перестроены в водоспуски. В 1940 году в центре города на левом берегу Цны, ниже старого устья реки Шлины, была создана небольшая пристань Вышний Волочек. В 1959 году пристань вошла в состав пассажирского порта Калинин. Пристань выполняла пассажирские перевозки по Вышневолоцкому и Мстинскому водохранилищам на пассажирских судах типа «Калининец» (К-80) и с августа 1988 года — на Вышневолоцком водохранилище. За навигацию через пристань проходило свыше 70 тыс. пассажиров (1989). До 1980-х годов осуществлялось пассажирское судоходство на двух линиях «В. Волочёк—Мстинская плотина» и «Здешево—Перерва». В настоящее время регулярного судоходства в пределах водной системы (за исключением Волхова) нет; в Перечень внутренних водных путей России включены два участка Вышневолоцкой водной системы: Вышний Волочёк — плотина на реке Мста (25 км) и посёлок Здешево-Перерва (Вышневолоцкое водохранилище) (8 км). Нижние 174 км течения Мсты и Сиверсов канал признаны водными путями без гарантированных габаритов и без навигационной обстановки, что фактически означает отказ государства от их обслуживания. Волхов является внутренним водным путём с навигационной обстановкой без освещения и с гарантированным габаритом, с периодом действия с 01 мая по 31 октября.